# Logistikkommando der Bundeswehr
Das Logistikkommando der Bundeswehr (LogKdoBw) ist eine Dienststelle im Unterstützungsbereich der Bundeswehr und als Kommando für die Führung und Steuerung sämtlicher logistischer Kräfte des Unterstützungsbereichs zuständig. Darüber hinaus stellt es für die Einsatzaufgaben der gesamten Streitkräfte ausgebildete Logistiktruppen bereit.
Das LogKdoBw nimmt unterhalb des Bundesministeriums der Verteidigung die Verantwortung für die logistischen Geschäftsprozesse, für die Weiterentwicklung des Logistischen Systems der Bundeswehr sowie für die logistische Ausbildung zentral für die Bundeswehr wahr.

## Gliederung

### Gliederung des Kommandos
Das Kommando ist in der Erfurter Löberfeld-Kaserne im Stadtteil Löbervorstadt stationiert. Aus Platzgründen sind zusätzlich Teile in einem angemieteten Bürogebäude im Norden von Erfurt stationiert.
Der Stab des Logistikkommandos, geführt von einem Oberst, umfasst drei Abteilungen, wiederum jeweils durch einen Oberst/Kapitän zur See geführt:
- Chef des Stabes
  - Führung
  - Einsatz
    - LogFü/Einsatz/Übung
    - Materialbewirtschaftung
    - Instandhaltung und Fertigung/Technisch-logistisches Management (IHF/TLM)
    - Verkehr/Transport

  - Planung
    - WE LogSysBw
    - Grundlagen Logistik
    - Datenmanagement Logistik, mit nationaler Katalogisierungsbehörde.[4]

### Unterstellte Truppenteile
Dem Kommandeur des LogKdoBw sind rund 17.000 zivile und militärische Mitarbeiter, und damit fast ein Viertel des gesamten Personals des Unterstützungsbereichs, fachlich und truppendienstlich unterstellt. Damit umfasst der Bereich des Kommandos gleich viele Angehörige wie die Deutsche Marine.
Das LogKdoBw hat die Führung über sämtliche logistischen Kräfte des Unterstützungsbereichs (UstgBer):

#### Mobile Logistiktruppen
| - Logistikregiment 1 (LogRgt 1) in Burg - Logistikbataillon 161 (LogBtl 161) in Delmenhorst - Logistikbataillon 163 RSOM (LogBtl 163 RSOM) in Delmenhorst - Logistikbataillon 171 (LogBtl 171) in Burg - Logistikbataillon 172 (LogBtl 172) in Beelitz - Logistikregiment 4 (LogRgt 4) in Volkach (Mainfranken-Kaserne) - Logistikbataillon 461 (LogBtl 461) in Walldürn - Logistikbataillon 467 (LogBtl 467) in Volkach (Mainfranken-Kaserne) - Logistikbataillon 471 (LogBtl 471) in Oerbke (Landkreis Heidekreis), geplant in Bernsdorf (Oberlausitz) im Landkreis Bautzen - Logistikbataillon 472 (LogBtl 472) in Kümmersbruck - Spezialpionierregiment 164 (SpezPiRgt 164) in Husum |

#### Stationäre logistische Einrichtungen
- Logistikschule der Bundeswehr (LogSBw) in Osterholz-Scharmbeck
- Logistikzentrum der Bundeswehr (LogZBw) in Wilhelmshaven
- Zentrum Kraftfahrwesen der Bundeswehr (ZKfWBw) in Mönchengladbach
  - 20 Kraftfahrausbildungszentren (KfAusbZ)
- Dienstältester Offizier/Militärischer Anteil Heeresinstandsetzungslogistik (DO/MilA HIL) in Bonn

## Führung
| Nr. | Name                           | Beginn der Amtszeit | Ende der Amtszeit |
| --- | ------------------------------ | ------------------- | ----------------- |
| 4   | Generalmajor Jochen Deuer      | 17. Oktober 2024    |                   |
| 3   | Generalleutnant Gerald Funke   | 25. März 2021       | 17. Oktober 2024  |
| 2   | Generalmajor Volker Thomas     | 14. Januar 2016     | 25. März 2021     |
| 1   | Generalmajor Hans-Erich Antoni | Januar 2013         | 14. Januar 2016   |

| Nr. | Name                              | Beginn der Amtszeit | Ende der Amtszeit  |
| --- | --------------------------------- | ------------------- | ------------------ |
| 6   | Brigadegeneral Ralf Lungershausen | Juni 2023           |                    |
| 5   | Brigadegeneral Robert Wilhelm     | 1. Oktober 2019     | 1. April 2023      |
| 4   | Brigadegeneral Thomas Hambach     | 1. Juli 2017        | 30. September 2019 |
| 3   | Brigadegeneral Stefan Lüth        | 1. Februar 2017     | 1. Juli 2017       |
| 2   | Brigadegeneral Gerald Funke       | 1. Juli 2015        | 30. November 2016  |
| 1   | Brigadegeneral Wolfgang Gäbelein  | Januar 2013         | 1. Juli 2015       |

| Nr. | Name                    | Beginn der Amtszeit | Ende der Amtszeit  |
| --- | ----------------------- | ------------------- | ------------------ |
| 4   | Oberst Alexander Heinze | 21. Februar 2023    |                    |
| 3   | Oberst Kai Häußermann   | 24. September 2020  | 21. Februar 2023   |
| 2   | Oberst Gunter Bischoff  | 5. März 2018        | 24. September 2020 |
| 1   | Oberst Nikolaus Bretz   | 4. März 2016        | 5. März 2018       |

## Uniform und Abzeichen

Verbandsabzeichen LogKdoBw – seit Dezember 2013

Die Soldaten des Uniformträgerbereiches Heer innerhalb des Kommandobereichs des LogKdoBw tragen seit Dezember 2013 das neue Verbandsabzeichen (Ärmelabzeichen) des LogKdoBw. Das neue Verbandsabzeichen wurde durch den Bundespräsidenten als Änderung der Uniform genehmigt. Der Hintergrund des Wappens ist mittelblau hinterlegt und mit einer silber-schwarz durchflochtenen Kordel umrandet. Der Bundesadler ist auf einem goldenen Mittelschild schwarz-rot-gold hinterlegt.

## Geschichte

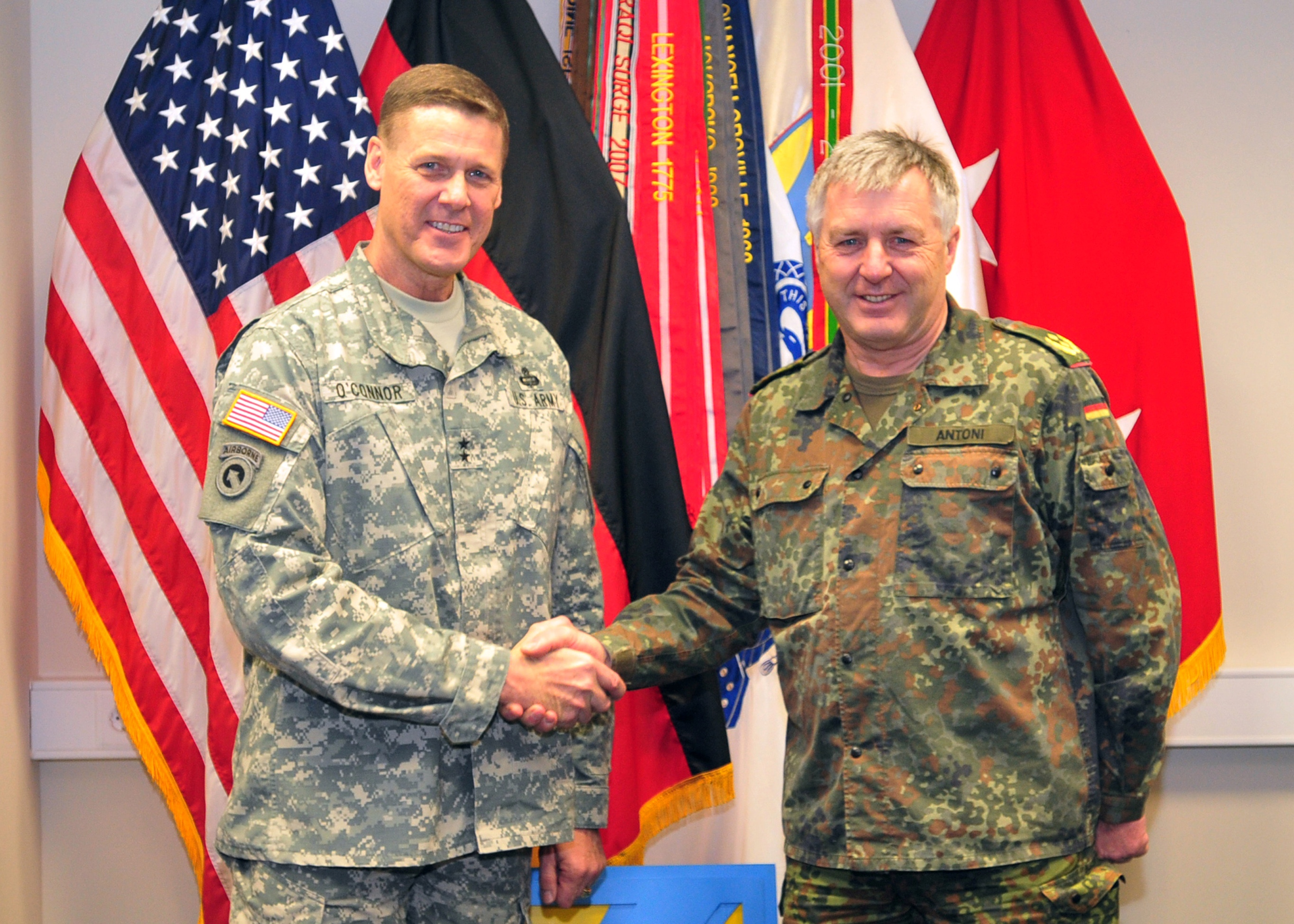
US-Generalmajor John O’Connor und Generalmajor Hans-Erich Antoni nach der Unterzeichnung eines Partnerschaftsabkommens im März 2015 mit dem US-amerikanischen 21st Theater Sustainment Command

Das Logistikkommando wurde am 15. Januar 2013 aufgestellt. Der Aufstellungsappell fand in der Löberfeld-Kaserne in Erfurt statt. Das neu Kommando übernimmt u. a. die Aufgaben des aufgelösten Logistikamtes der Bundeswehr aus Sankt Augustin. Die Gruppe Logistisches Stammdatenmanagement (LogStamM) wurde von Sankt Augustin erst nach Siegburg und dann nach Erfurt verlegt.
Das Logistikkommando der Bundeswehr ist neben dem Führungsunterstützungskommando der Bundeswehr (seit 1. Juli 2017 Kommando Informationstechnik der Bundeswehr im Cyber- und Informationsraum) und dem Kommando Territoriale Aufgaben der Bundeswehr eines von drei neuen im Jahr 2013 aufgestellten Fähigkeitskommandos der SKB.
Am 5. März 2015 wurde mit dem US-amerikanischen 21st Theater Sustainment Command (21st TSC) mit Standort in Kaiserslautern zu der auch das Miesau Army Depot gehört, ein Partnerschaftsabkommen (Memorandum of Agreement) unterzeichnet.
Die Abteilung Kraftfahrwesen des Logistikkommando der Bundeswehr wurde zum 1. April 2018 ausgegliedert und als eigenständiges Zentrum Kraftfahrwesen der Bundeswehr (ZKfWBw) in Mönchengladbach-Rheindahlen aufgestellt. Im Rahmen eines feierlichen Appells wurde das ZKfWBw durch Generalmajor Volker Thomas am 20. April 2018 in Dienst gestellt.
Zur Aufstellung des LogBtl 163 in Delmenhorst werden die Umschlagkompanie Land–See vom LogBtl 161 sowie die Luftumschlagkompanie vom LogBtl 171 herangezogen; Aufgabe ist die logistische Unterstützung von NATO-Verbänden – „RSOM“ (Reception, Staging and Onward-Movement).
Zum 1. April 2025 wurde das LogKdoBw dem Unterstützungskommando der Bundeswehr unterstellt und wechselte damit von der Streitkräftebasis in den, neu aufgestellten, Unterstützungsbereich.

## Verweise